# 航城街道 (深圳市)
航城街道是中华人民共和国广东省深圳市宝安区下辖的一个街道办事处，因深圳宝安国际机场（航空城）坐落于辖区内而得名，辖区总面积45.62平方公里，下辖黄麻布、九围、黄田、钟屋、鹤州、后瑞、草围、三围、利锦等9个社区，街道办事处驻黄田股份公司办公大楼。
2016年12月26日，深圳市宝安区行政区划调整，管辖的街道由原来的6个拆分为10个，同时新设航城街道。